# Frances Bavier
Frances Elizabeth Bavier (* 14. Dezember 1902 in New York City; † 6. Dezember 1989 in Siler City, North Carolina) war eine US-amerikanische Schauspielerin bei Theater, Fernsehen und Film.

## Leben und Karriere
Bavier besuchte die Columbia University und wollte eigentlich Lehrerin werden, doch entwickelte sie Interesse an der Schauspielerei und begann in Vaudeville-Shows mitzuwirken. Sie absolvierte ein Schauspielstudium an der American Academy of the Arts, das sie 1925 abschloss. Sie wurde zu einer Veteranin des New Yorker Theaters und bekam schließlich auch an den renommierten Bühnen des Broadways einige Engagements. Zwischen 1935 und 1952 sind rund ein Dutzend Mitwirkungen am Broadway-Produktionen für die Schauspielerin belegt, unter anderem in dem später verfilmten Stück On Borrowed Time sowie zuletzt 1952 an der Seite von Henry Fonda in Point of No Return. Beide genannten Stücke wurden vom Dramatiker Paul Osborn verfasst.
Zwar gab Bavier schon 1931 in einer kleineren Nebenrolle in Girls About Town ihr Filmdebüt, sie blieb aber in den nächsten 20 Jahren primär eine Theaterschauspielerin. Erst Anfang der 1950er-Jahre stand sie häufiger für Filme wie Der Tag, an dem die Erde stillstand, Meuterei am Schlangenfluß oder Fluch der Verlorenen in Nebenrollen vor der Kamera. Auch begann sie in dieser Zeit an Fernsehserien mitzuwirken; in der Eve Arden Show spielte sie wiederkehrend die Mutter der Hauptdarstellerin Eve Arden, obwohl sie eigentlich nur etwa sechs Jahre älter als diese war. Allgemein wurde die Charakterdarstellerin in Film und Fernsehen hauptsächlich auf mütterliche Typen oder anderweitige ältere Damen besetzt.
In den Vereinigten Staaten erlangte Bavier ab den 1960er-Jahren einen hohen Bekanntheitsgrad durch die Sitcom The Andy Griffith Show, in der sie acht Jahre lang als Aunt Bee die liebenswerte Tante des von Andy Griffith verkörperten Sheriffs Andy Taylor darstellte. 1967 erhielt sie dafür den Emmy Award in der Kategorie Beste Nebendarstellerin einer Comedyserie. Die Andy Griffith Show besitzt in den USA bis heute Kultstatus, so ist beispielsweise der Figur Aunt Bee in Andy Griffiths Heimatort Mount Airy ein eigenes Museum gewidmet. Im deutschsprachigen Raum lief die Serie hingegen nie im regulären Fernsehen. Bavier verkörperte die Figur der Aunt Bee im Anschluss auch in den Spinoff-Serien Gomer Pyle, U.S.M.C. und Mayberry R.F.D., ehe sie sich in den frühen 1970ern aus dem Schauspielgeschäft zurückzuziehen begann. Für eine Nebenrolle in dem Kinofilm Benji – Auf heißer Fährte stand sie 1974 ein letztes Mal vor der Kamera.
Bavier, deren einzige Ehe 1933 nach fünf Jahren geschieden wurde und die keine Kinder hatte, verbrachte ihren Lebensabend in der Kleinstadt Siler City, North Carolina. Dabei wurde ihr Lebensstil als ausgesprochen zurückgezogen beschrieben, auch die relativ späte Berühmtheit durch die Andy Griffith Show nach Jahrzehnten relativer Anonymität soll ihr eher ungelegen gekommen sein. Sie starb im Dezember 1989 im Alter von 86 Jahren nach einer Reihe von Krankheiten. In ihrem Testament vermachte sie der Polizei von Siler City insgesamt 100.000 US-Dollar, die in einem Trustfond investiert sind, aus dessen Gewinnen die Polizisten der Kleinstadt jährlich einen Weihnachtsbonus erhalten.

## Filmografie (Auswahl)
- 1931: Girls About Town
- 1943: O, My Darling Clementine

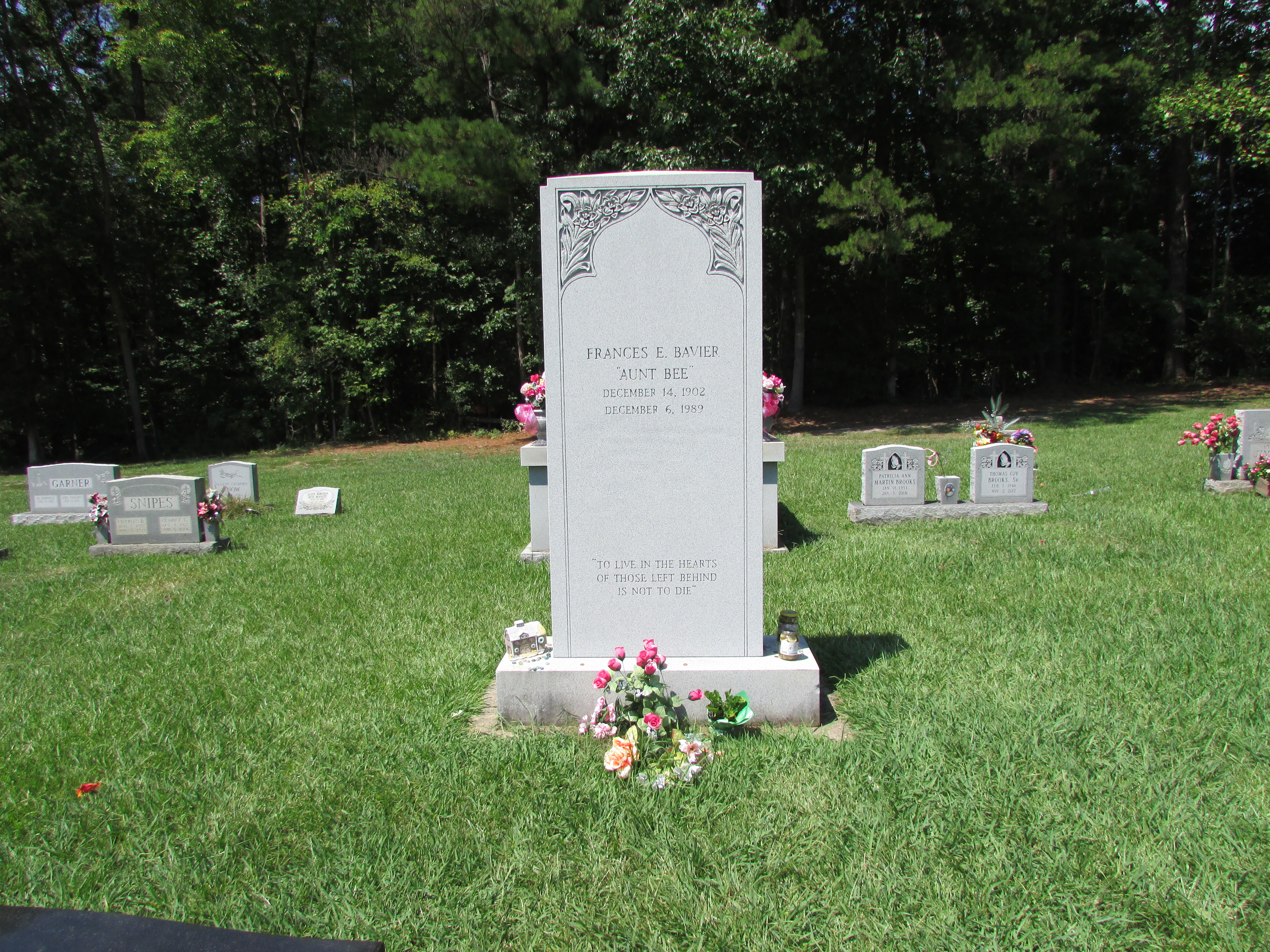
Grab von Frances Bavier auf dem Friedhof von Siler City, 2017

- 1951: Der Tag, an dem die Erde stillstand (The Day the Earth Stood Still)
- 1951: Der Prügelknabe (The Stooge)
- 1951: The Lady Says No
- 1952: Meuterei am Schlangenfluß (Bend of the River)
- 1952: Fluch der Verlorenen (Horizons West)
- 1953: Der unheimliche Untermieter (Man in the Attic)
- 1954–1956: It’s a Great Life (Fernsehserie, wiederkehrende Rolle, unbekannte Folgenzahl)
- 1955: The Lone Ranger (Fernsehserie, 1 Folge)
- 1955: Alfred Hitchcock präsentiert (Alfred Hitchcock Presents, Fernsehserie, 1 Folge)
- 1956: Böse Saat (The Bad Seed)
- 1957: Perry Mason (Fernsehserie, 1 Folge)
- 1957–1958: The Eve Arden Show (Fernsehserie, 7 Folgen)
- 1958: A Nice Little Bank That Should Be Robbed
- 1959: 77 Sunset Strip (Fernsehserie, 1 Folge)
- 1959: Eine tolle Nummer (It Started with a Kiss)
- 1959: Sugarfoot (Fernsehserie, 1 Folge)
- 1960: Tausend Meilen Staub (Rawhide, Fernsehserie, 1 Folge)
- 1960–1968: The Andy Griffith Show (Fernsehserie, 175 Folgen)
- 1967–1968: Gomer Pyle, U.S.M.C. (Fernsehserie, 2 Folgen)
- 1968–1971: Mayberry R.F.D. (Fernsehserie, 34 Folgen)
- 1974: Benji – Auf heißer Fährte (Benji)